# Aptenocanthon jimara
Aptenocanthon jimara là một loài bọ cánh cứng trong họ Bọ hung (Scarabaeidae).